# Arrhopalites thermophilus
Arrhopalites thermophilus is een springstaartensoort uit de familie van de Arrhopalitidae. De wetenschappelijke naam van de soort is voor het eerst geldig gepubliceerd in 1964 door Loksa.